# Mistrzostwa Świata Strongman 2008
Mistrzostwa Świata Strongman 2008 – doroczne, indywidualne zawody siłaczy.

## Rundy kwalifikacyjne
WYNIKI KWALIFIKACJI
Data: 6, 7, 8, 9 września 2008 r.
Do finału kwalifikuje się dwóch najlepszych zawodników z każdej grupy.
Grupa 1
| Miejsce | Zawodnik               | Kraj              | Punkty |
| ------- | ---------------------- | ----------------- | ------ |
| 1.      | Derek Poundstone       | Stany Zjednoczone | 29     |
| 2.      | Jason Bergmann         | Stany Zjednoczone | 27,5   |
| 3.      | Mark Felix             | Anglia            | 26     |
| 4.      | Stefán Sölvi Pétursson | Islandia          | 19     |
| 5.      | Jarosław Dymek         | Polska            | 18,5   |
| 6.      | Igor Werner            | Niemcy            | 6      |

Grupa 2
| Miejsce | Zawodnik        | Kraj              | Punkty |
| ------- | --------------- | ----------------- | ------ |
| 1.      | Phil Pfister    | Stany Zjednoczone | 27,5   |
| 2.      | Sebastian Wenta | Polska            | 25     |
| 3.      | Johannes Årsjö  | Szwecja           | 22,5   |
| 4.      | Richard Skog    | Norwegia          | 22,5   |
| 5.      | Oli Thompson    | Anglia            | 19,5   |
| 6.      | Tobias Ide      | Niemcy            | 8      |

Grupa 3
| Miejsce | Zawodnik            | Kraj              | Punkty |
| ------- | ------------------- | ----------------- | ------ |
| 1.      | Tarmo Mitt          | Estonia           | 28,5   |
| 2.      | Terry Hollands      | Anglia            | 26,5   |
| 3.      | Kevin Nee           | Stany Zjednoczone | 23,5   |
| 4.      | Elbrus Nigmatullin  | Rosja             | 18,5   |
| 5.      | Janne Virtanen      | Finlandia         | 18     |
| 6.      | Jean-François Caron | Kanada            | 11     |

Grupa 4
| Miejsce | Zawodnik             | Kraj              | Punkty |
| ------- | -------------------- | ----------------- | ------ |
| 1.      | Mariusz Pudzianowski | Polska            | 29     |
| 2.      | Arild Haugen         | Norwegia          | 25     |
| 3.      | Brian Shaw           | Stany Zjednoczone | 21     |
| 4.      | Laurence Shahlaei    | Anglia            | 20     |
| 5.      | Louis-Philippe Jean  | Kanada            | 19,5   |
| 6.      | Brian Siders         | Stany Zjednoczone | 11,5   |

Grupa 5
| Miejsce | Zawodnik          | Kraj              | Punkty |
| ------- | ----------------- | ----------------- | ------ |
| 1.      | Travis Ortmayer   | Stany Zjednoczone | 31,5   |
| 2.      | Dave Ostlund      | Stany Zjednoczone | 28     |
| 3.      | Jimmy Marku       | Anglia            | 23,5   |
| 4.      | Magnus Samuelsson | Szwecja           | 19,5   |
| 5.      | Raivis Vidzis     | Łotwa             | 14,5   |
| 6.      | Florian Trimpl    | Niemcy            | 9      |

## Finał
FINAŁ – WYNIKI SZCZEGÓŁOWE
Data: 12, 13, 14 września 2008 r.

Miejsce: Charleston (Wirginia Zachodnia)  Stany Zjednoczone
| Miejsce | Zawodnik             | Kraj              | Punkty |
| ------- | -------------------- | ----------------- | ------ |
| 1.      | Mariusz Pudzianowski | Polska            | 58,5   |
| 2.      | Derek Poundstone     | Stany Zjednoczone | 53,5   |
| 3.      | Dave Ostlund         | Stany Zjednoczone | 49,5   |
| 4.      | Phil Pfister         | Stany Zjednoczone | 44,5   |
| 5.      | Travis Ortmayer      | Stany Zjednoczone | 39,5   |
| 6.      | Sebastian Wenta      | Polska            | 38     |
| 7.      | Tarmo Mitt           | Estonia           | 30,5   |
| 8.      | Arild Haugen         | Norwegia          | 26     |
| 9.      | Jason Bergmann       | Stany Zjednoczone | 25     |
| 10.     | Terry Hollands       | Anglia            | 19     |